# Fenyvessy Béla
Zalai Fenyvessy Béla (Budapest, 1873. augusztus 15. – Pécs, 1954. január 6.) magyar higiénikus, egyetemi tanár, az orvostudományok doktora (1952), Fenyvessy Adolf újságíró fia. 

## Élete
Fenyvessy Adolf (1837–1920) és Löwensohn Klára (1846–1925) gyermekeként született zsidó családban. Középiskolai tanulmányait a piaristáknál végezte, s a Budapesti Tudományegyetemen avatták doktorrá. 1897 és 1907 között a Budapesti Gyógyszertani Intézetben gyakornok, majd Bókay Árpád tanársegédje volt. 1905-ben kísérleti gyógyszertanból magántanári képesítést szerzett. 1907-ben a Budapesti Közegészségtani Intézetben tanársegéd, egy évvel később a közegészségtan magántanára, 1909-ben címzetes rendkívüli tanára. 1918-tól a közegészségtan nyilvános rendes tanára volt a pozsonyi, majd 1944-ig a pécsi Erzsébet Tudományegyetemen. 1919–20-ban a pozsonyi egyetem rektora volt, majd az egyetemmel együtt ő is Pécsre költözött. Az első világháború alatt a Honvédség Központi Egészségügyi Intézetének vezetője volt, s a hadsereg járvány elleni védelmét, továbbá a hastífusz és kolera elleni oltóanyagok termelését irányította. Bevezette a polyvalens vakcinákat. Megszervezte az első vidéki közegészségtani állomást Pécsett. Foglalkozott a complementtel, a spirochaeták és trypanosomák anyagcseréjével, az influenza-bacilus kórokozó szerepével. Kiterjedt szociálhigiéniai, élelmezési és lakásegészségügyi vizsgálatokat végzett. Munkásságát a komplex vizsgálati módszer érvényesítése jellemezte. 
Emlékezetére az Orvos-Egészségügyi Dolgozók Szakszervezete 1960-ban Fenyvessy Béla-emlékérmet alapított, amelyet évenként osztanak ki a közegészségügy és járványügy terén elért gyakorlati eredményekért.

### Családja
Házastársa Holitscher Leonie (1882–1955) volt, Holitscher Lipót és Hamburger Vilma lánya, akit 1907. március 12-én Budapesten vett nőül.
Gyermekei:
- Fenyvessy György Lipót (1908–1960)[8] gépészmérnök. Első felesége Varga Lívia (1911–?),[9] második felesége Farkas-Richling Júlia volt.
- Fenyvessy Klára (1910–?), férjezett Mayer Istvánné

## Főbb művei
- Idegen zsírok kimutatása vajban (Eger, 1907)
- Az influenza járványtanáról (Orvosképzés, 1927)